# 1796 у науці

## Наукові відкриття
- Дженнер Едворд винайшов вакцинацію від віспи
- Російський хімік Т. Є. Ловіц отримав абсолютний (безводний) етиловий спирт
- Алоїс Зенефельдер винайшов літографію
- Карл Фрідріх Гаус розв'язав класичну задачу про поділ кола
- Гаус показав можливість побудови правильних n-кутників (Теорема Гауса — Ванцеля)

## Наукові праці
- «Deutschlands Flora in Abbildungen» укр. Німецька флора в ілюстраціях Якоба Штурма
- «Coleccion de papeles sobre controversias botanicas» укр. Збірка статей з ботанічних суперечок Антоніо Хосе Каванільєса

## Події
- Заснований Національний дендрологічний парк «Софіївка»
- Заснований Тулузький музей

## Організми, описані 1796 року

### Рослини
- Верба мирзинолиста (Salix myrsinifolia Salisb.)
- Дуб пухнастий (Quercus pubescens Willd.)
- Дуб черешчатий (Quercus robur Sol.)
- Порічки колосисті (Ribes spicatum E.Robson)

### Тварини
- Мегатерій (Megatherium Cuvier)
- Megatherium americanum Cuvier
- Квол (Dasyurus Етьєн Жоффруа Сент-Ілер)
- Листокрутка дволітна (Eupoecilia ambiguella Якоб Хюбнер)
- Товстоголова змія Катесбі (Dipsas catesbyi Seetzen)
- Achyra nudalis Hübner
- Donacia semicuprea Samouelle
- Eptesicus fuscus Beauvois

### Гриби
- Валуй (Russula foetens Pers.)
- Лобарія легеневоподібна (Lobaria pulmonaria (L.) Hoffm.)
- Маслюк звичайний (Suillus luteus (L.) Roussel
- Маслюк модриновий синіючий (Suillus viscidus (L.) Roussel)
- Сироїжка блювотна (Russula emetica (Schaeff.) Pers.)

## Наукові нагороди

### Медаль Коплі
Джордж Етвуд — за статтю про побудову та аналіз геометричних співвідношень, що визначають положення гомогеніальних тіл, які вільно плавають і перебувають у спокої; а також про визначення стабільності кораблів та інших плавучих тіл

## Народились
- 20 січня — Жан Батист Антуан Гіймен, французький ботанік та доктор медицини
- 22 січня — Карл-Ернст Клаус, німецько-російський фармацевт та хімік
- 6 лютого — Джон Стівенс Генслоу, англійський ботанік, геолог
- 17 лютого — Філіп Франц фон Зібольд, німецькій ботанік та дослідник Японії
- 22 лютого — Адольф Кетле, французький та бельгійський математик, астроном, метеоролог, соціолог
- 18 березня — Якоб Штейнер, швейцарський математик, засновник синтетичної геометрії кривих ліній і поверхонь 2-го і вищих порядків
- 1 червня — Ніколя Леонар Саді Карно, французький фізик, один з основоположників термодинаміки
- 9 червня — Карл Людвіг Блюме, німецько-голландський ботанік і міколог
- 12 червня — Романов Володимир Павлович, український географ, лінгвіст, мандрівник, декабрист
- 25 червня — Брашман Микола Дмитрович, чеський математик і механік
- 7 серпня — Строєв Павло Михайлович, російський історик та археограф, академік Петербурзької академії наук
- 22 серпня — Баден-Пауелл Гаррі, англійський математик
- 7 грудня — Мішель Шарль Дюрьє де Мезоннев, французький військовий діяч та ботанік
- ? — Хотовицький Степан Хомич, український лікар, один з основоположників педіатрії
- ? — Турчанинов Микола Степанович, український ботанік

## Померли
- 1 січня — Александр-Теофіл Вандермонд, французький музикант, математик і хімік
- 5 січня — Анна Барбара Рейнхарт, швейцарська математикиня.
- 16 січня — Ерік Лаксман, вчений і мандрівник шведського походження, хімік, зоолог, ботанік, географ
- 28 лютого — Джон Сібторп, англійський ботанік
- 26 квітня — Пауль Дітріх Гізеке, німецький ботанік
- 20 вересня — Хуан Ельгуяр, іспанський хімік та мінералолог
- 11 грудня — Йоганн Даніель Тіціус, німецький астроном, фізик і біолог
- ? — Тереховський Мартин Матвійович, український біолог і лікар, один з перших дослідників-мікроскопістів